# 向月亮祈禱
《向月亮祈禱》（日語：月に祈るピエロ）為中部日本放送製作的「CBC特別劇」，2013年10月5日於TBS電視台播出，播出時間為下午2:00－3:24。
此劇由常盤貴子主演，亦為日本文化廳藝術祭入選作。

## 劇情概要
這是一部男女以電子郵件談「大人的戀愛」的真情故事。在岐阜縣某小鎮的診所中擔任護士的單身女子玉井靜流（常盤貴子飾演），與溫柔的奶奶櫻（八千草薰飾演）、挑剔聒噪的母親時江（根岸季衣飾演）相依為命。雖然過著平靜的生活，但久而久之，開始對一成不變的生活步調感到煩悶。在某次至書店採購繪本時，想起了兒時曾讀過的繪本《向月亮祈禱的小丑》，透過網路向東京的賣家戶服航（谷原章介飾演）買到這本書。素未謀面的兩人，因為書中的一張寫著點心作法的便條紙，彼此的距離逐漸拉近…

## 登場人物
- 玉井靜流：常盤貴子
- 戸伏航：谷原章介
- 玉井櫻：八千草薰
- 玉井時枝：根岸季衣
- 谷澤悠人：宅間孝行
- 池場惠：高橋由美子
- 其他演員：井田國彦、仲村春美、岡本梓、內田藍子、宮內知美、三輪安曇、丸山裕征、內田三香子、柴田杏花 等

## 工作人員
- 原作、編劇：北川悅吏子
- 導演：堀場正仁
- 製作人：堀場正仁、櫻井美惠子
- 音樂：富貴晴美
- 繪本設計：橋田誠一
- 拍攝協助：岐阜縣郡上市、美濃市、郡上八幡観光協會、岐阜電影協會、長良川鐵道 等
- 技術協助：WING-T
- 美術協助：KHKart Inc.
- 後期製作：VIDEO STAFF
- 裝飾：K-planning Co., Ltd.
- 製作協助：國際放映
- 製作出品：中部日本放送（CBC）

## 外部連結
- 中部日本放送官方網站（页面存档备份，存于）
- 國興衛視官方網站（页面存档备份，存于）
- 國興衛視官方臉書

## 節目的變遷
| 國興衛視 週一至週五 22:00至23:00 | 國興衛視 週一至週五 22:00至23:00 | 國興衛視 週一至週五 22:00至23:00 |
| -------------------------------- | -------------------------------- | -------------------------------- |
|                                  | 向月亮祈禱 （2014年9月4日）      |                                  |
| 美食不孤單1+2+3                  | 拔出一片天 （2014年9月5日）      |                                  |